# كريستين كونسي
كريستين كونسي (بالإنجليزية: Kristine Kunce)‏ مواليد 3 مارس 1970، هي لاعبة كرة مضرب أسترالية سابقة بدأت مسيرتها كمحترفة سنة 1985، اعتزلت اللعب في 30 يناير 2000. أعلى تصنيف لها في الفردي كان المركز الـ 45 في سنة 1994. أعلى تصنيف لها في الزوجي كان المركز الـ 25 في سنة 1994. أفضل أداء لها في البطولات الكبرى لكرة المضرب كان في سنة 1994 في بطولة ويمبلدون عندما خرجت في الجولة الرابعة على يد البطلة في ذلك الوقت كونتشيتا مارتينث.

## روابط خارجية
- كريستين كونسي على موقع رابطة محترفات التنس (الإنجليزية)
- كريستين كونسي على موقع الاتحاد الدولي لكرة المضرب (الإنجليزية)
- كريستين كونسي على موقع كأس بيلي جين كينغ (الإنجليزية)
- كريستين كونسي على موقع خلاصة التنس.كوم (الإنجليزية)